# Gabinete Ribot III
O Gabinete Ribot III foi o ministério formado por Alexandre Ribot em 26 de janeiro de 1895 e dissolvido em 28 de outubro do mesmo ano. Foi o 36º gabinete da Terceira República Francesa, sendo antecedido pelo Gabinete Dupuy III e sucedido pelo Gabinete Bourgeois.

## Contexto
Nomeado pelo novo Presidente da República, Félix Faure, Alexandre Ribot formou um gabinete de republicanos moderados (ou oportunistas). Faure pediu que Ribot formasse um governo de centro-esquerda e que se concentrasse primeiro na política externa. Contudo, o governo teve que continuar lidando com os trabalhadores de Carmaux, que continuavam se revoltando.
Esses problemas, acentuados pela oposição dos radicais e dos socialistas, causaram a queda do governo, após três dias de interrogatórios parlamentares sobre a greve de Carmaux. Para evitar uma crise ministerial e após a recusa de Ribot em reformular seu ministério, Félix Faure nomeou o líder dos radicais, Léon Bourgeois, como Presidente do Conselho de Ministros, em 1º de novembro de 1895.

## Composição
- Presidente da República: Félix Faure
- Presidente do Conselho de Ministros: Alexandre Ribot
- Ministro dos Estrangeiros: Gabriel Hanotaux
- Ministro da Justiça: Ludovic Trarieux
- Ministro do Interior e Cultos: Georges Leygues
- Ministro da Guerra: Alexandre Ribot; Émile Zurlinden
- Ministro das Finanças: Alexandre Ribot
- Ministro da Marinha: Ludovic Trarieux; Gustave Besnard
- Ministro da Instrução Pública e Belas Artes: Raymond Poincaré
- Ministro das Obras Públicas: Ludovic Dupuy-Dutemps
- Ministro da Agricultura: Antoine Gadaud
- Ministro do Comércio, Indústria, Correios e Telégrafos: André Lebon
- Ministro das Colônias: Émile Chautemps

## Realizações
- Assinatura da Aliança Franco-Russa;
- Início de uma expedição francesa à Madagascar.